# Hårblommossa
Hårblommossa (Schistidium robustum) är en bladmossart som beskrevs av H. Blom 1996. Hårblommossa ingår i släktet blommossor, och familjen Grimmiaceae. Arten är reproducerande i Sverige. Inga underarter finns listade i Catalogue of Life.

## Bildgalleri

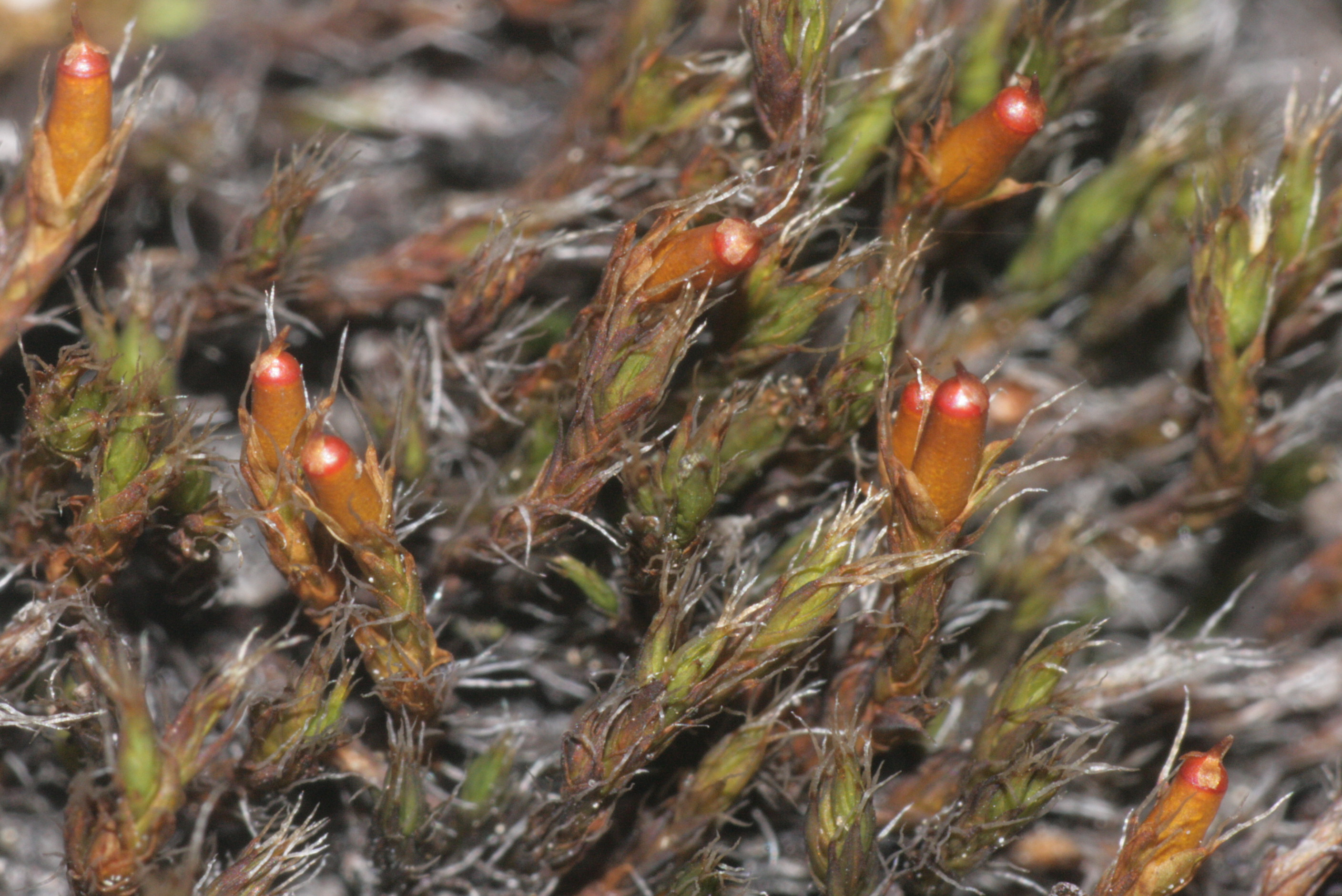
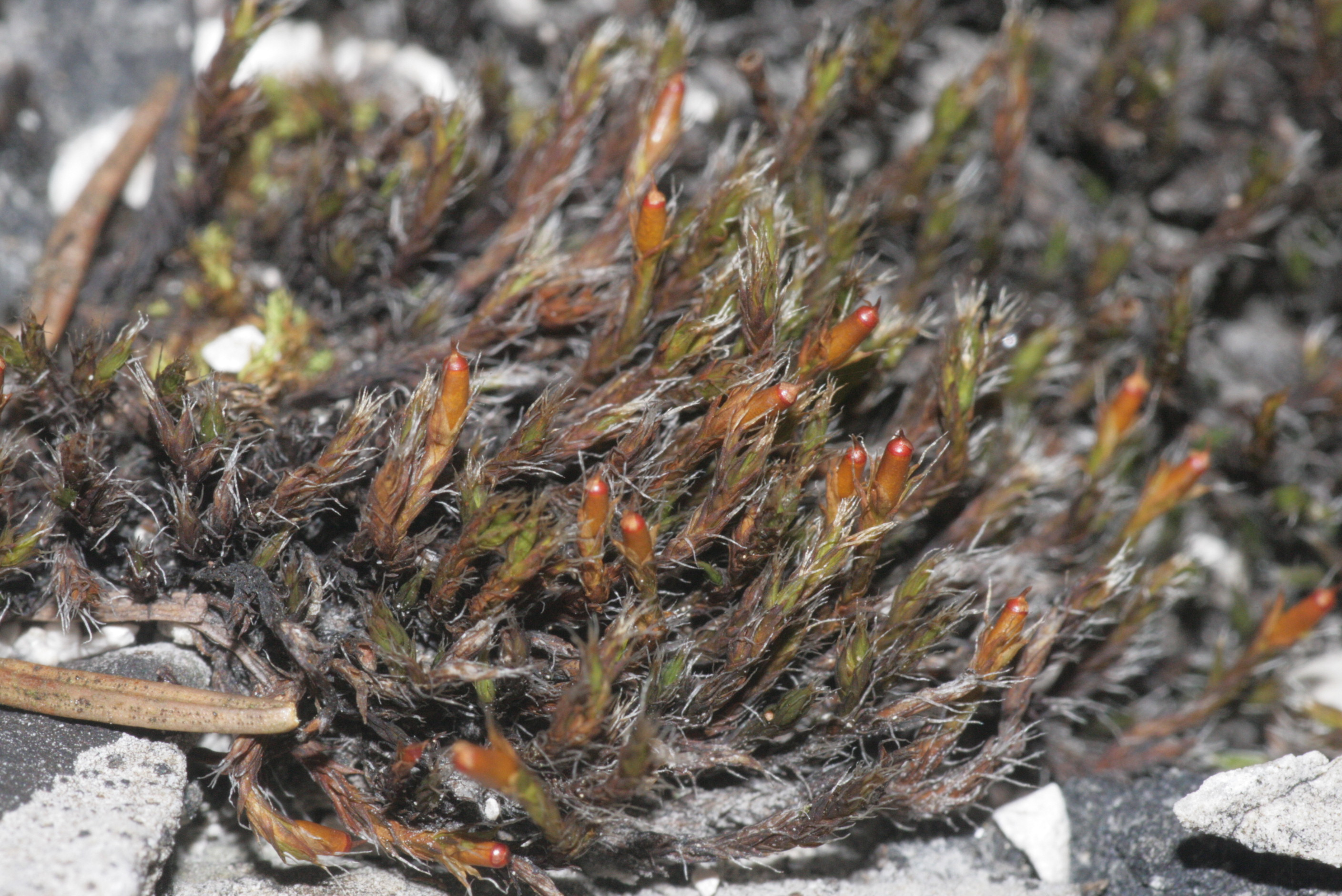
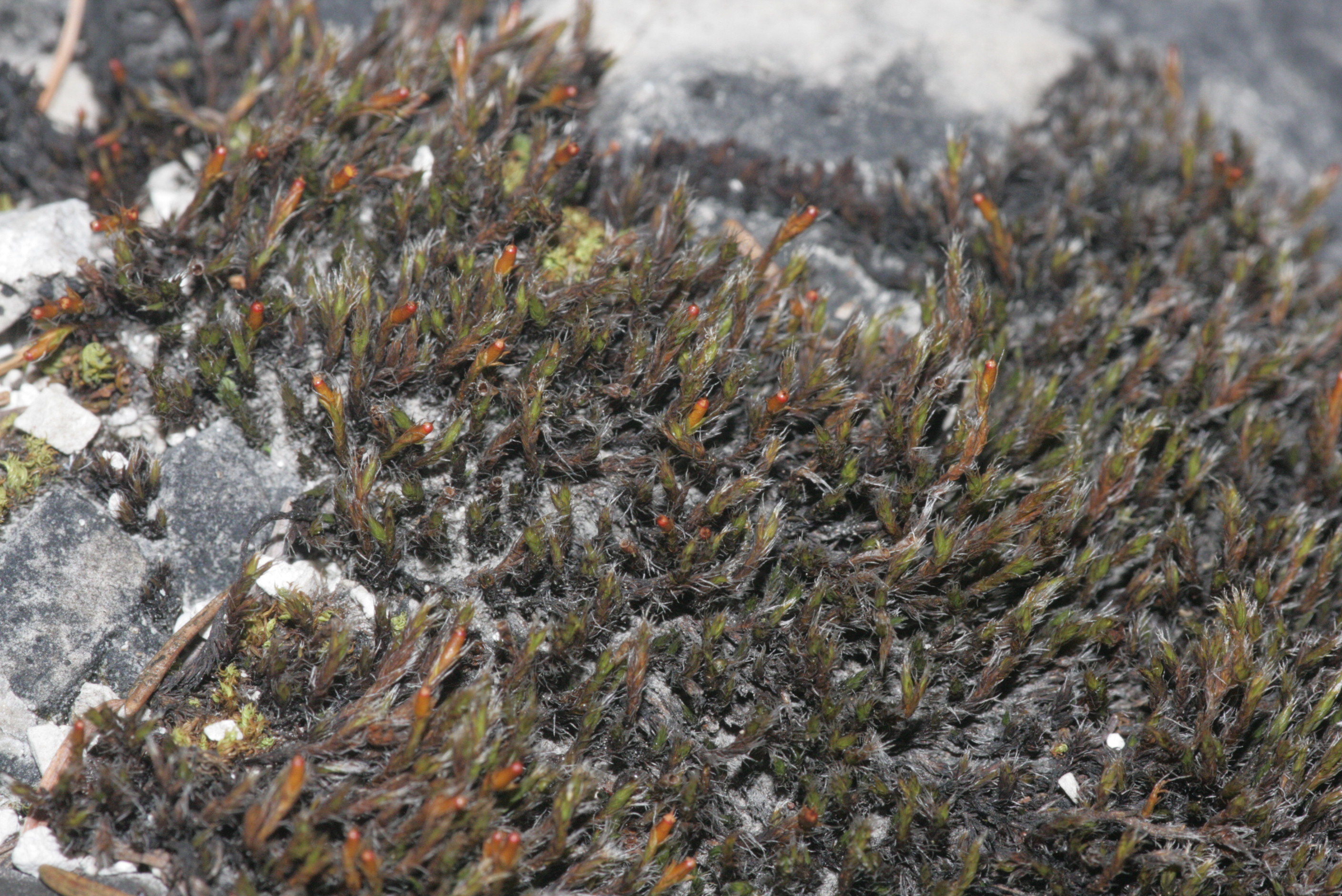
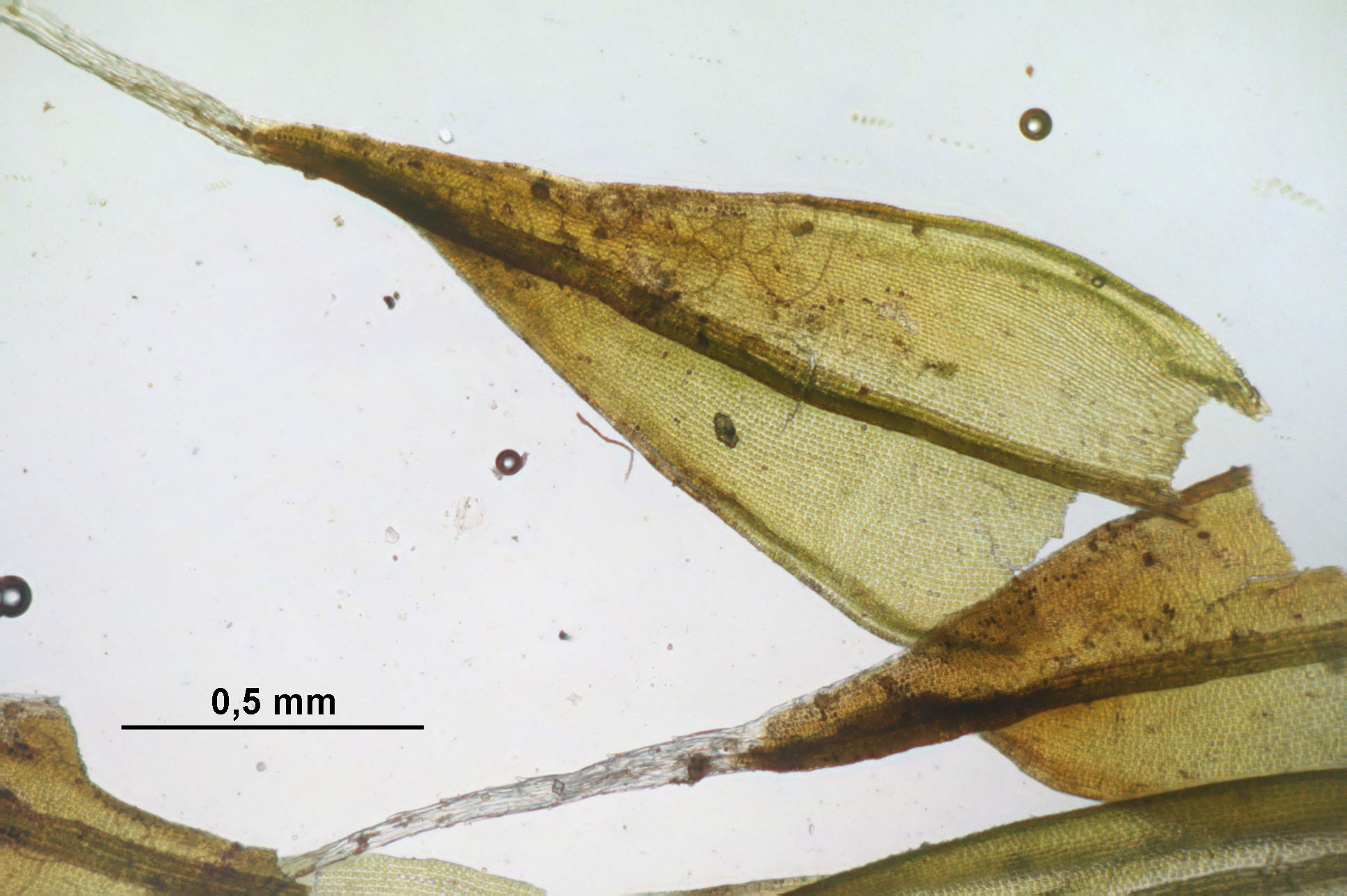